# کالیگنج
کالیگنج (به بنگلا: কালিগঞ্জ উপজেলা,  ঝিনাইদহ  ) یک منطقهٔ مسکونی در بنگلادش است که در ناحیه جنایده واقع شده‌است. کالیگنج ۳۱۰٫۱۶ کیلومتر مربع مساحت و ۲۸۲٬۳۶۶ نفر جمعیت دارد.